# João Gilberto
João Gilberto Prado Pereira de Oliveira OMC, mais conhecido como João Gilberto (Juazeiro, 10 de junho de 1931 — Rio de Janeiro, 6 de julho de 2019), foi um cantor, violonista e compositor brasileiro. Considerado um artista genial por musicólogos e jornalistas especializados, revolucionou a música brasileira ao criar uma nova batida de violão para tocar samba: a "Bossa Nova". O seu jeito suave de cantar também influenciou muitos dos cantores da MPB. Para a revista Rolling Stone Brasil, foi um dos 30 maiores ícones brasileiros da guitarra e do violão e também o segundo maior artista brasileiro de todos os tempos, seguindo Tom Jobim (também músico e o compositor e arranjador dos maiores sucessos da carreira de João Gilberto).
Desde o lançamento do compacto que continha Chega de Saudade e Bim Bom, munido apenas da voz e do violão, começou uma revolução na música mundial. Dono de uma sonoridade original e moderna, João Gilberto levou a música popular brasileira ao mundo, principalmente para os Estados Unidos, Europa e Japão. Tido como um dos músicos mais influentes no jazz americano do século XX, ganhou prêmios importantes nos Estados Unidos e na Europa, como o Grammy, em meio à beatlemania.

## Biografia

### Infância e juventude
Filho de Joviniano Domingos de Oliveira, um próspero comerciante, e Martinha do Prado Pereira de Oliveira, João, conhecido na época como Joãozinho da Patu, nasceu em Juazeiro, sertão da Bahia, nas margens do rio São Francisco. Lá, viveu até 1942, quando passou a estudar em Aracaju, Sergipe, sempre tocando na banda escolar. Em 1946, voltou a Juazeiro, onde teve a oportunidade de escutar de Orlando Silva, Dorival Caymmi e Carmen Miranda a Duke Ellington, Tommy Dorsey e Charles Trenet nos alto-falantes da cidade. Teve também contato com música em casa, já que seu Joviniano tocava cavaquinho e saxofone como amador, além de incentivar financeiramente a Banda de Música 22 de março. Nessa época, João costumava formar conjuntos vocais com os colegas de escola.
Aos sete anos, percebeu um erro na execução da organista da igreja em meio às dezenas de vozes do coro, mostrando, desde a infância, o ouvido privilegiado que possuía. Aos 14 anos, ganhou seu primeiro violão do pai. Ainda em Juazeiro, formou um conjunto vocal chamado Enamorados do Ritmo. Seu maior ídolo na época era Orlando Silva, em quem se espelhava para cantar. Mudou-se para Salvador em 1947. Durante os três anos vividos na capital baiana, abandonou os estudos para se dedicar exclusivamente à música e iniciou, aos 18 anos, sua carreira artística no cast da Rádio Sociedade da Bahia.

### Início da carreira

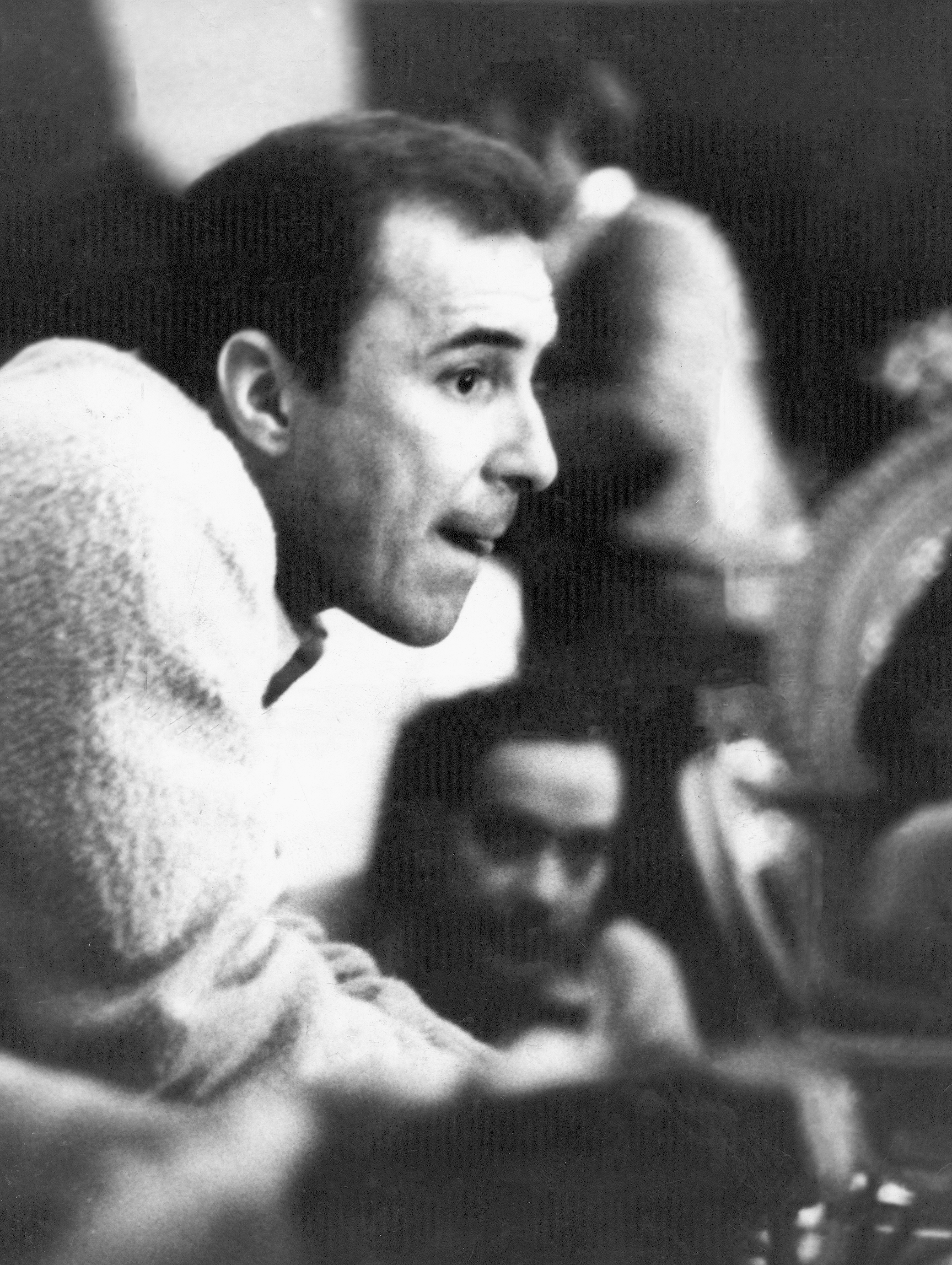
João Gilberto e Stan Getz em Nova York (1972).

Convidado para integrar o conjunto vocal Garotos da Lua, em 1950, João Gilberto partiu para o Rio de Janeiro. No ano seguinte, com o destaque na rádio, os Garotos da Lua gravaram dois discos de 78 rpm. Entretanto, com um início de carreira turbulento, marcado por atrasos, João acabou despedido do grupo. Pouco depois, em 1952, teve oportunidade de gravar um disco solo para a gravadora Copacabana, marcado pela semelhança do canto de João com o de Orlando Silva em seu auge, com vozeirão e uso de artifícios técnicos como vibratos, a mesma divisão de palavras e o mesmo “sentimento”. Curiosamente, João cantou sem violão, que viria a se tornar tão ligado à imagem de João no futuro. O disco, no entanto, não alcançou nenhum sucesso, Orlando era antiquado e modernos eram Dick Farney e Lúcio Alves.
Na época, João namorava a futura cantora Sylvia Telles. Nessa época, dividia o quarto da pensão com Luiz Carlos Paraná.
Oportunidades surgiram e Lúcio Alves sugeriu à Rádio Nacional que João gravasse um acetato contendo "Just one more chance", de Sam Coslow e Arthur Johnson em versão de Haroldo Barbosa chamada "Um minuto só".
Em 1953, teve sua primeira composição gravada, "Você esteve com meu bem", parceria com Russo do Pandeiro, na voz de Marisa Gata Mansa, sua namorada à época. A gravação contou com acompanhamento de João ao violão, ainda sem a famosa batida da bossa nova.
Durante esses anos, João Gilberto chegou a gravar alguns jingles no estúdio de Russo do Pandeiro, como um para a Toddy, de letra "Eu era um garoto magricelo/ Muito feio e amarelo.// Toddy todo dia ele tomou/ Engordou e melhorou/ Forte ficou.// As garotas agora me chamam bonitão/ No esporte eu sou campeão". Tocava também em festas da sociedade, com cachês irrisórios.
Em 1954, João conheceu Carlos Machado, o Rei da Noite, e com ele conseguiu participar do show Esta Vida É um Carnaval, na boate Casablanca, com participação de Grande Otelo, Ataulfo Alves, a bateria da Império Serrano, entre outros artistas. João cantava em coro em uma cena e em outra cantava como solista um samba de Sinhô, "Recordar é viver", além de fazer pequenas aparições teatrais. O espetáculo foi um sucesso de crítica e público. Nesse mesmo ano, se juntara ao conjunto Quitandinha Serenaders. No grupo, conheceu Luiz Bonfá, Alberto Ruschel e Luís Telles, que se tornou um grande amigo de João. Chegou a integrar o conjunto Anjos do Inferno, em uma curta temporada paulista.
A consagração, no entanto, não viria a João ainda nesses anos.
Em 1955, João dirigiu-se a Porto Alegre, no Rio Grande do Sul, com seu amigo Luís Telles. Lá, conheceu Armando Albuquerque, compositor, pianista, violinista, professor, musicólogo e amigo de Radamés Gnatalli, com quem passou horas estudando música, principalmente harmonia. Depois de oito meses, João decidiu se dirigir a Diamantina, Minas Gerais, para viver com a irmã Dadainha, recém-casada e com uma filha recém-nascida. Durante os estudos, João percebeu que, se cantasse mais baixo, sem vibrato, poderia adiantar ou atrasar o canto em relação ao ritmo, desde que a batida fosse constante, criando assim seu próprio tempo. Depois de sete meses em Diamantina, João partiu para Juazeiro, onde passou dois meses com a família. Lá, compôs "Bim Bom", confiante de que havia encontrado a batida que queria. Foi a Salvador, capital do estado, e por lá permaneceu por alguns dias. No início de 1957, João Gilberto partiu para o Rio de Janeiro, para sua consagração.

### A apresentação da batida
Chegando ao Rio de Janeiro em 1957, João, com 26 anos, procurou mostrar sua nova técnica aos músicos e, quem sabe, conseguir gravar. Apresentou-se para vários músicos, intrigando alguns, entre eles Tito Madi e Edinho, do Trio Irakitan, mas encontrou seu caminho ao se apresentar para Roberto Menescal, em história já conhecida e consagrada. Em meio a uma grande festa, Menescal abriu a porta para um sujeito que pedia um violão. Surpreso com o pedido e diante de insistência, Roberto Menescal acabou por levar aquele que era João Gilberto para o quarto. Lá, João apresentou "Bim Bom" e encantou o jovem Menescal, que fugiu da festa dos pais e partiu para uma pequena turnê pelo Rio de Janeiro, apresentando a nova batida para gente como Ronaldo Bôscoli e em lugares como o apartamento de Nara Leão. João explicou algumas de suas novas técnicas a Menescal e Bôscoli: a mão direita tocava acordes, e não notas, produzindo harmonia e ritmo ao mesmo tempo. Além disso, utilizava-se de técnicas de respiração de ioga, o que lhe permitia alongar frases melódicas sem perder o fôlego.
Nessa época, João se apresentou na casa de Chico Pereira, que gravou a apresentação em um gravador Grundig. Essa gravação, adquirida de japoneses por um fã sueco e remasterizada por um engenheiro de som francês, caiu na internet em 2009, causando grande reboliço em blogs dedicados à música e em fãs de bossa nova. Chico ainda ajudou João a se aproximar de Tom Jobim, que trabalhava na gravadora Odeon, para gravar um disco. Ele se encantou principalmente com o violão de João, vendo ali uma oportunidade de modernização do samba, através da simplificação do ritmo e da inclusão de novas harmonias, principalmente algo mais funcional, modalismo, criando liberdade para os arranjos. Entusiasmado, Tom apresentou a João uma nova composição que fizera há um ano com o poeta Vinicius de Moraes, mas que estava encostada, chamada Chega de Saudade.
Existem registros de fitas gravadas de forma amadora também pelo cantor Luís Cláudio.
João passou a ficar conhecido no meio musical carioca. Chegou a tocar junto de Severino Filho e Badeco, dos Cariocas, Chaim e João Donato, com quem compôs Minha Saudade, que logo se tornou um standard do período. João tocava regularmente na boate do hotel Plaza, que começou a ser ponto de encontro de músicos. Lá, João tocava junto de Milton Banana, que adequou sua bateria ao estilo de João, tocando baixo, com uma escova e a baqueta no aro da caixa. Tom Jobim era assíduo frequentador da boate, aonde ia para escutar João Gilberto.

### O disco que mudou tudo
O ano de 1958 foi um marco para a música popular brasileira. Em julho, Elizete Cardoso lançou o famoso LP Canção do Amor Demais, contendo músicas de Tom Jobim e Vinicius de Moraes. O disco, entretanto, entraria na história da música popular brasileira por outro motivo: João Gilberto acompanhava Elizete ao violão nas faixas Chega de Saudade e Outra Vez, sendo essas as primeiras gravações da chamada "batida da bossa nova". Em agosto, João lançou um disco de 78 rpm contendo "Chega de Saudade" e "Bim Bom", gravado na Odeon, com apoio de Tom Jobim, Dorival Caymmi e Aloysio de Oliveira. Este disco inaugurou o gênero da bossa nova, e logo se tornou um sucesso comercial. Sua gravação teve arranjos de Tom Jobim, participação de orquestra e de Milton Banana, entre outros artistas. João inovou ao pedir dois microfones para gravar, um para a voz e outro para o violão. Desse modo, a harmonia passou a ser mais claramente ouvida. O disco estourou primeiro em São Paulo, o principal mercado do país na época. Foi um sucesso de vendas e primeiro lugar nas rádios. João participou, então, de programas de rádio e TV, deu entrevistas, fez shows. Logo o sucesso partiu para o Rio. Em 1959, João lançou mais um 78 rpm, dessa vez contendo Desafinado, de Tom Jobim e Newton Mendonça, e Hô-bá-lá-lá, composição própria. Em março, lançou o LP Chega de Saudade, que virou um sucesso de vendas. Diz-se que após conhecer João, Ary Barroso aconselhou-o: "Faça exatamente o que você quer!".
A importância deste primeiro disco de João Gilberto é mostrada por Tom Jobim já no texto de contracapa do LP: "Em pouquíssimo tempo, (João) influenciou toda uma geração de arranjadores, guitarristas, músicos e cantores".

### 1959-1962

#### Chega de Saudade
Após o lançamento do LP Chega de Saudade, a nova batida do violão tornou-se moda entre os jovens secundaristas e universitários, encantados com o violão de João Gilberto. Esse disco influenciou a geração de João e a geração seguinte de jovens que, depois de ouvir Chega de Saudade, decidiram-se pela carreira de músico. Entre os jovens estavam Gilberto Gil, Caetano Veloso, Chico Buarque, Milton Nascimento, Edu Lobo, Francis Hime, Roberto Carlos, Jorge Ben Jor, Paulinho da Viola, entre outros. Esse disco criou a mais completa reviravolta na música popular brasileira. João sintetizou a MPB em seus termos fundamentais: ritmo, harmonia, batida de violão e técnica de canto. Além disso, seu estilo, apesar de revolucionário, não rompeu com a música do passado, vez que gravou em seus discos velhas composições de Ary Barroso, Geraldo Pereira, Dorival Caymmi e sucessos de Orlando Silva. Chamado de recompositor pelo músico Luiz Tatit, João transformou velhas canções em novas, segundo sua concepção. Jobim definiu o estilo de João como uma forma leve extensível a qualquer música brasileira. João Gilberto definiu, como marca harmônica inédita, a economia. Os arranjos de Tom Jobim, por exemplo, usam como guia o violão de João, que concentrava a fluidez rítmica e melódica. Introduziu-se, nesse LP, o uso de acordes invertidos executados em bloco. A canção Chega de Saudade, inicialmente, era um chorinho, e João a transformou num samba enxuto, com o violão deixando de ser mero acompanhamento e dividindo o primeiro plano com a voz.
Com esse disco, João Gilberto deixou para trás o João pré-bossa do Rio e partiu para sua consagração. Participou do programa "Noite de Gala", da TV Rio, dirigido por Luís Carlos Miele. Ainda em 1959, João gravou uma participação no 78 rpm de Luiz Cláudio, acompanhando-o ao violão, na primeira gravação da canção Este Seu Olhar, de Tom Jobim, que tocou piano e fez o arranjo para a gravação, reeditada em 2005 na coletânea "Este Seu Olhar", CD lançado pelo selo Revivendo do pesquisador Leon Barg. Gravou três canções da trilha sonora do filme Orfeu de Carnaval, ou Orfeu Negro, lançadas em um compacto duplo pela Odeon. Entretanto, ao contrário do que muitos pensam, João Gilberto não teve participação alguma na trilha sonora original do filme. Fez, também, shows na boate Meia Noite do Copacabana Palace e no Country Club do Rio de Janeiro. Em 1960, com a febre da batida de João, realizaram-se vários festivais de bossa nova pelo Rio, como no Grupo Universitário Hebraico, na Escola Naval, na Rádio Globo - transmitido ao vivo -, e no Teatro de Arena da Faculdade Nacional de Arquitetura, este último com participação de João Gilberto e Chico Pereira, que gravou o espetáculo, além de presença de Vinicius de Moraes e Tom Jobim e ampla cobertura da mídia. Participou do programa "Brasil 60", na TV Excelsior, onde contracenava e fazia dueto com Orlando Silva, seu antigo ídolo, e teve um programa próprio, chamado Musical Três Leões, na TV Tupi, em São Paulo. João ainda participou do show de inauguração da TV Excelsior. Infelizmente, não há registro de gravações de vídeo ou áudio dessas apresentações. Todos os novos músicos ligados ao movimento da bossa nova copiavam o modo de tocar e cantar de João. João ainda se apresentou em Minas Gerais, Salvador (com presença de Vinicius de Moraes), fez temporada na boate Arpège, no Leme, Rio de Janeiro e gravou um jingle para a Lever, atual Unilever.

#### O amor, o sorriso e a flor (1960) e João Gilberto (1961)
Ainda em 1960, João Gilberto gravou seu segundo LP, O Amor, o Sorriso e a Flor, que no ano de 1962 chegou aos Estados Unidos. Começava a exportação da moderna música brasileira. Esse LP trouxe outra inovação: a contracapa trazia as letras das músicas, que passou a ser característica dos discos brasileiros. Vale o destaque da composição de Tom Jobim e Newton Mendonça, o Samba de Uma Nota Só, síntese da bossa nova nos fundamentais elementos de letra, melodia, ritmo e harmonia.
Em 1961, gravou seu terceiro álbum, João Gilberto. Seu terceiro LP foi gravado em duas fases: a primeira com Walter Wanderley e seu conjunto; a segunda, com orquestra sob regência de Tom Jobim. Os velhos sambas voltaram, mas alterados de tal forma, rítmica e harmonicamente, que soavam como novos sambas. Entre os efeitos usados por João, está o rubato, no qual se apressam ou encurtam frases, cantando em tempo ligeiramente diferente do acompanhamento, "roubando" algum tempo das notas, para depois aguardar com o violão e seguir normalmente. Foi neste disco também que João, pela primeira vez, gravou sozinho, apenas com o violão. Aparentemente, existem duas faixas gravadas e não lançadas no disco, segundo o músico Bebeto, ex-Tamba Trio. Ele afirmou que uma das gravações é Falseta, de Johnny Alf. Com a gravação desse terceiro LP, João se eternizou na música popular brasileira, em tão pouco tempo influenciando tanto. A edição americana desse disco teve uma nova gravação de Este Seu Olhar, com a melodia modificada, aparentemente por problemas de direito autoral.
Nesse ano, em uma série de apresentações em São Paulo, João mostrou que era unanimidade na capital paulista. Apresentou-se para 1 500 pessoas na Universidade Mackenzie, lotou o teatro do clube Harmonia e do clube Pinheiros.
A batida chegou aos Estados Unidos. Lena Horne cantou "Bim Bom" em português no Copacabana Palace, dizendo-se fã de João Gilberto. Em Washington, na rádio WMAL, o disc jockey Felix Grant programou para tocar diariamente os discos de João, fato que provocou impacto nos músicos e aficionados de jazz. João foi considerado um fenômeno pelos jazzistas. Herbie Mann declarou que João Gilberto atraiu a atenção dos americanos sobre a música brasileira. A revista Life en Español, em ampla matéria de Joaquín Segura, do dia 29 de outubro de 1962, apresentou a bossa nova de João Gilberto aos Estados Unidos, "Nota de Actualidad BOSSA NOVA - Del Brasil llega a los EE.UU. una música contagiosa". O jornalista descreveu viagens ao Brasil de astros do jazz como Dizzy Gillespie, Charlie Byrd, Herbie Mann que voltaram tentando imitar o violão e a voz de João Gilberto, descrito pelo jornalista como expoente máximo da bossa nova. Bim bom, Ho Ba La La e Um Abraço no Bonfá, composições de João, começaram a chegar à França. Durante esses anos, João chegou a se apresentar no Uruguai e na Argentina, suas primeiras apresentações no exterior.

#### O Encontro no Au Bon Gourmet
Em 1962, fez o histórico show O Encontro no restaurante Au Bon Gourmet, localizado em Copacabana, ao lado de Tom Jobim, Vinicius de Moraes, Os Cariocas, Milton Banana e Otávio Bailly, sob direção de Aloysio de Oliveira. Foi a única vez em que Vinicius, João e Tom se apresentaram no mesmo palco. A temporada durou um mês, estendido por duas semanas devido ao sucesso. O público se constituía da alta sociedade carioca e círculos de artistas. O show foi marcante pelo fato de ter sido a estreia de grandes sucessos da bossa nova. Entre eles, Só Danço Samba, Samba da Bênção, O Astronauta, Samba do Avião e Garota de Ipanema, que nessa ocasião especial teve uma introdução inédita escrita por Tom, Vinicius e João. João inovou na canção Corcovado, composição de Tom Jobim, ao trocar o verso "um cigarro, um violão" por "um cantinho, um violão". como ficou consagrado. A repercussão na mídia da época foi grande, com várias capas de revista e elogios em jornais.
João Gilberto fez uma pequena participação no LP "José Vasconcelos conta histórias de bichos", da ODEON, na canção A Roupa do Leão.

### Primeiro casamento e internacionalização da carreira

#### Casamento com Astrud Evangelina Weinert
Ainda em 1959, casou-se com Astrud Evangelina Weinert, que ficou conhecida como Astrud Gilberto e se tornou uma das cantoras mais importantes da história da música brasileira, sendo, até hoje, a única artista feminina do país a disputar as principais categorias da principal premiação da indústria da música mundial, o Grammy Awards. Em 1964, a cantora foi candidata nas categorias Melhor Performance Vocal Feminina de Música Pop, Melhor Artista Revelação e Gravação do Ano. Venceu nesta última categoria, para a qual foi indicada pela música The Girl from Ipanema, gravada em parceria com o saxofonista norte-americano Stan Getz. Em 1966, Astrud foi nomeada novamente para a categoria Melhor Performance Vocal Feminina de Música Pop do Grammy Award, que foi vencida, tal como no ano anterior, pela cantora Barbra Streisand.
O casal se conheceu por intermédio da grande amiga de Astrud, a também cantora Nara Leão. Com Astrud, João teve um filho, João Marcelo, em 1960.

#### Concerto no Carnegie Hall
Em 1962, João participou de concerto no Carnegie Hall, em Nova Iorque, produzido pela Audio Fidelity Records e patrocinado pelo Itamaraty, com o objetivo de promover a bossa nova nos Estados Unidos. Além de João, participaram Luiz Bonfá, o conjunto de Oscar Castro Neves, Agostinho dos Santos, Carlos Lyra, Sérgio Mendes e Tom Jobim, entre outros.
No dia 21 de novembro de 1962, três mil pessoas lotavam o Carnegie Hall, esperando ouvir, principalmente, Tom Jobim e João Gilberto. Entre os espectadores estavam Tony Bennett, Peggy Lee, Dizzy Gillespie, Miles Davis, Gerry Mulligan, Erroll Garner e Herbie Mann. Havia grande presença da imprensa americana, estimada em trezentos repórteres, fotógrafos cinegrafistas e críticos especializados do mundo inteiro, além de uma rádio que transmitia para Moscou e da Rádio Bandeirantes, que transmitia para o Brasil. O show também foi filmado por uma TV americana, e posteriormente pôde ser exibido na TV Continental e na TV Tupi, no Brasil. A performance de João foi elogiada pela mídia americana, em reportagens de veículos como The New Yorker, Newsweek, Time, The New York Times e Down Beat. Apesar de ser um cantor e violonista brasileiro, cantando em português músicas desconhecidas para um exigente público formado por músicos e críticos, João conquistou os Estados Unidos.
Apesar de alguns problemas de organização e com os equipamentos de som e com o excesso de apresentações, João Gilberto, Luiz Bonfá e Tom Jobim foram os destaques da noite.
Depois do episódio, João fez uma temporada na boate Blue Angel, apresentou-se no Village Gate de Nova Iorque e no Lisner Auditorium de Washington. A partir daí, João passou a residir no exterior e começou a difundir a moderna música brasileira pelo mundo.

#### Seara Vermelha
No Brasil, foi lançado o filme Seara Vermelha, que incluía, na trilha sonora, uma composição de João em parceria com Jorge Amado, composta nos anos 1950, de nome Lamento da Morte de Dalva na Beira do Rio São Francisco, em Juazeiro. Quando estavam compondo, João cantou infinitamente a melodia na casa de Jorge Amado. A mulher de Jorge, Zélia Gattai, diz que, de tanto ouvir, o sofrê do casal aprendeu a melodia e começou a cantar. João acabou fazendo um dueto com o pássaro.
A letra da música permaneceu inédita durante anos, sem nunca ter sido gravada.

#### Getz/Gilberto
Nos dias 18 e 19 de março de 1963, na A&R Studios, em Nova Iorque, João se juntou a Stan Getz, Astrud Gilberto, Tom Jobim, Milton Banana e Tião Neto para gravar o disco Getz/Gilberto, produzido por Creed Taylor para a gravadora Verve, tendo, como engenheiro de som, Phil Ramone, que entrou para a história da música mundial por gravações como "Corcovado" e "Garota de Ipanema". O disco, entretanto, ficou um ano esperando para ser lançado, devido à saturação de lançamentos de bossa nova nos Estados Unidos.
Tião Neto chegou a dizer, antes do lançamento, que esse seria o melhor disco de bossa nova gravado até então.
Ainda nesse ano, João foi homenageado por diversos jazzistas e pelo cantor Jon Hendricks, que gravou o disco Salud! João Gilberto – Originator of the Bossa Nova e, ao escutar as gravações de João, teve uma grande lição de canto. Também se apresentou com Getz no Canadá.
Um ano depois da gravação, 1964, foi lançado Getz/Gilberto no mercado. O sucesso foi imediato. Logo começou a ser louvado por críticos, músicos de jazz e aclamado pelo público, que fez dele o segundo álbum mais vendido do ano. Em 1965, o disco concorreu em nove categorias e venceu 4 prêmios Grammy. Os troféus recebidos foram: Melhor Álbum do Ano (com as estatuetas concedidas a Stan Getz, João Gilberto e ao produtor Creed Taylor); Melhor Gravação do Ano, concedido a Astrud Gilberto e Stan Getz pela gravação da música The Girl from Ipanema; Melhor Solista de Jazz (Stan Getz) e Melhor Engenharia de Som (para Phil Ramone), com Garota de Ipanema.
Foi aclamado como bossa nova verdadeira e foi best-seller durante anos, nos Estados Unidos e mundialmente. Atingiu as paradas de sucesso na Itália, onde João recebeu o mais importante prêmio da crítica musical italiana, por unanimidade.
A gravação de Garota de Ipanema chegou a ser o single mais tocado nas rádios americanas.

##### Atualidade do disco
Hoje, o disco é um clássico da discografia mundial e mantém-se influente e atual. Gerações de jazzistas americanos foram influenciadas por ele.
Em 1999, a National Academy of Recording Arts & Sciences concedeu ao disco o prêmio Grammy Hall of Fame.
Em 1993, o disco foi relançado em CD na Europa pela gravadora CTI, distribuída pela empresa alemã Zyx Music, dentro da série "Grammy Award Winners", com a remasterização realizada a partir de fitas do acervo do produtor Creed Taylor que se encontravam em melhor estado de conservação. Por questões jurídicas, o CD teve sua capa modificada e seu nome alterado para "The Girl From Ipanema" (número de catálogo PDCTI 1105-2).
Em 2004, a gravação de Garota de Ipanema do disco foi escolhida pelo Congresso Americano para integrar um acervo da Biblioteca do Congresso Americano por ser cultural, histórica e esteticamente significante para as gerações futuras. A música foi escolhida por ter uma melodia facilmente reconhecível em qualquer parte dos Estados Unidos e por ser, portanto, muito popular.

#### Turnê pela Europa
Ainda em 1963, João partiu com João Donato, Tião Neto e Milton Banana para a Europa. Primeiro, na Itália, apresentaram-se em Roma, no Foro Italiano. Lá, gravaram também uma série de TV. Partiu, depois, para Viareggio, ainda na Itália, para fazer uma temporada na boate Bussola. Nessa boate, João conheceu o bolero Estate, que anos depois gravaria em disco e transformaria em standard do jazz.
João começou a sentir espasmos musculares na mão direita. A temporada na Itália foi encerrada pelo fato e o grupo recusou apresentações na Tunísia. João partiu para Paris para se tratar com um famoso médico acupunturista. Lá, já separado de Astrud, João conheceu Miúcha, na época estudante. Voltou, então, para Nova Iorque.

#### Estados Unidos
De volta para Nova Iorque, João tratou os espasmos com médicos americanos em um longo tratamento fisioterápico. João recebeu críticas positivas sobre Getz/Gilberto na revista LIFE. O crítico americano Chris Welles citou o violão sincopado e a voz macia e sensual de João como a verdadeira beleza do álbum. Miles Davis disse que João Gilberto podia ler um jornal que soaria bem.
No fim do ano, João voltou ao Carnegie Hall, desta vez com Stan Getz, num concerto que resultou no disco Getz/Gilberto #2. Além disso, João se apresentou em diversos clubes de Nova Iorque, como o Village Vanguard, o Village Gate, Town Hall e o Bottom Line, além de excursionar em cidades como Washington, Boston e Los Angeles. Apresentou-se também na Califórnia, em temporada na boate El Matador e no Teatro Santa Monica. O The San Francisco Chronicle de 10 de setembro de 1964 publicou um artigo do crítico Ralph J. Gleason, no qual chamava João de extraordinário cantor e violonista, sobrevivente do show business da música americana e centro de gravidade da bossa nova, grande expoente de arte e talento.

#### Brasil
Em 1965, João e Miúcha se casaram. Nesse ano, ainda passou rapidamente pelo Brasil, onde se tratou com um foniatra, por causa de um problema de voz.
Em 1966, apresentou-se três vezes no programa O fino da Bossa, comandado por Elis Regina, na TV Record. Apresentado como astro internacional por Elis, João foi ovacionado por uma plateia admirada. Entretanto, ele percebeu a ausência de retorno do palco, o recurso usado para o artista se ouvir ao tocar, e parou na terceira música.
Nessa rápida passagem pelo Brasil, João reclamou da nova produção musical que estava sendo feita nacionalmente.

#### Estados Unidos
Ainda nesse ano, nasceu, em Nova Iorque, sua filha Isabel, conhecida como Bebel Gilberto. Foi lançado o disco Getz/Gilberto #2, que possui um verbete no Encyclopedia of Jazz in the Sixties, famosa enciclopédia sobre jazz, de Leonard Feather, na qual João é apresentado como um músico que influenciou profundamente o jazz desde sua chegada aos Estados Unidos. A revista DownBeat citou João como o músico mais influente no jazz dos últimos quarenta anos.
Em 1967, João participou de um programa de TV alemão dedicado a Gilbert Bécaud, sendo o único convidado não europeu. Apresentou-se também no Village Vanguard de Nova Iorque e no Hollywood Bowl de Los Angeles.
Em 1968, apresentou-se no Central Park de Nova Iorque e no Bird's Nest de Washington.
João ganhou um verbete na enciclopédia italiana Il Jazz, que o trata como uma das mais belas vozes do último decênio e grande artífice da afirmação de uma linguagem musical julgada como uma das mais originais e válidas daqueles tempos.
Voltou a Nova Iorque, onde se apresentou no Rainbow Grill. Na ocasião, declarou ao crítico John S. Wilson, do New York Times, que quando cantava, pensava num espaço claro e aberto, onde se colocam os sons, como se fosse desenhar num papel em branco. Para isso, segundo João, era necessário completo silêncio.

#### México
Em 1969, João participou de festivais de jazz em Guadalajara, Guanajuato, Cidade do México e Puebla. João passou, então, a morar na Cidade do México. Durante a estadia, apresentou-se na boate Forum, onde fez temporada, e no Museu da Cidade do México, onde recebeu um prêmio, o Troféu Chimal.
Em 1970, lançou o disco En Mexico, recheado de boleros como "Besame Mucho" e "Farolito" e com arranjos de Oscar Castro Neves. Deste disco, Caetano Veloso cita a canção "O Astronauta" como a descoberta de uma obra-prima que João trouxe à tona.

#### 1971 - 1979
Em 1971, fez passagem pelo Brasil, quando gravou na TV Tupi um especial com Caetano Veloso e Gal Costa, organizado por Fernando Faro. João cantou sentado no chão e chegou até a jogar pingue-pongue, esporte em que era mestre. As imagens desse especial se perderam num incêndio na sede da TV Tupi, mas aparentemente os fonogramas foram salvos.

#### Retorno a Nova Iorque
João Gilberto voltou a residir em Nova Iorque em 1972. Fez outra temporada no Rainbow Grill, desta vez com Stan Getz, que foi um sucesso.
Em 1973, lançou o álbum João Gilberto, conhecido como o álbum branco, gravado apenas com voz, violão e uma leve bateria de Sonny Carr. Nesse álbum, João gravou sua composição com Jorge Amado. Desta vez, entretanto, retirou a letra de Jorge e repetiu hipnótica e incessantemente o neologismo "undiú", que dá nome a música. João interpretou a canção com solfejos e violão. Em "Baixa do Sapateiro", composição de Ary Barroso, João solou a canção ao violão apenas com acordes, descritos por Guinga como um solo ao avesso, de dentro do braço do violão, um passo adiante na história. É curiosa a história em que o baterista Sonny Carr toca as vassourinhas sobre um cesto de lixo de vime.
Em 1976, lançou o álbum The Best of Two Worlds, com Stan Getz e participação de Miúcha. Fez temporada no Keystone Korner, em San Francisco, com Stan Getz.
Em 1977, lançou Amoroso e foi indicado ao Grammy na categoria Melhor Performance Vocal de Jazz. Lançou, pela primeira vez, a canção Estate, do italiano Bruno Martino, que, após a gravação de João Gilberto, tornou-se um standard da música mundial, sendo regravado por diversos artistas, como Chet Baker, Toots Thielemans e Michel Petrucciani. O álbum, com arranjos de Claus Ogerman, virou um clássico, marcado pela volta de João às paradas de sucesso do Brasil. João, na época do lançamento, estava encantado com o disco. A captação de som da voz e do violão, o equilíbrio com a orquestra e os arranjos de Claus Ogerman foram muito elogiados.
Fez uma temporada de shows no Bottom Line de Nova Iorque. Os shows foram um sucesso de público e crítica. Uma das espectadoras foi Jacqueline Onassis, que declarou para João ser admiradora atenta e antiga.
Nesse mesmo ano, João se apresentou no Great American Music Hall, de San Francisco, e numa série de shows na boate Roxy, de Los Angeles.
Em 1978, gravou um especial televisivo para uma TV holandesa e voltou ao Brasil, trazido pela TV Tupi. Causou furor na imprensa com sua chegada em São Paulo. Fez show no Teatro Castro Alves, Salvador, e no Teatro Municipal de São Paulo, onde gravou um especial de TV. Voltou novamente ao Carnegie Hall, desta vez com Charlie Byrd e Stan Getz, para o Newport Festival in New York.

### Volta definitiva ao Brasil
Chegou ao Rio de Janeiro em 1979, para uma temporada de shows, que acabou cancelada por problemas técnicos da casa de espetáculos Canecão. A última vez em que João havia feito um show no Rio foi no show O Encontro, de 1962. João declarou que apenas procurava o som mais integrado e que estava ansioso para tocar no Brasil.
Desta vez, voltou a residir no Brasil em definitivo.
Em 1980, João gravou um especial para a TV Globo chamado João Gilberto Prado Pereira de Oliveira, que virou disco mais tarde. Gravado ao vivo no Teatro Fênix, do Rio de Janeiro, para a Série Grandes Nomes, batizado sempre com o nome completo do artista. No repertório apresentado, de Ary Barroso e George Gershwin a clássicos da bossa nova, com a surpresa da participação especial de Rita Lee em Jou Jou Balangandãs, de Lamartine Babo. O show teve acompanhamento da Orquestra da Rede Globo, com arranjos de João Donato, Dori Caymmi, Guto Graça Mello e Lindolfo Gaya.[carece de fontes?]
João gravou também uma participação especial no disco de Miúcha.

#### Álbum Brasil
Em 1981, João lançou o disco Brasil, com Caetano Veloso, Gilberto Gil e Maria Bethânia. O disco tinha João Gilberto como guia, "mestre" - como colocou Sérgio Vaz em uma coluna no Jornal da Tarde. - sua voz era seguida pelas de Gilberto Gil e Caetano Veloso, em uníssono, parecendo três vozes de João. Maria Bethânia, quando aparecia, cantava de uma forma que jamais cantou: não há gritos, gemidos ou drama, apenas havia o canto. O disco foi bem recebido pela crítica.
Em 1982, João gravou "Brazil com S", uma participação especial no disco de Rita Lee, "Rita Lee e Roberto de Carvalho".
Fez concertos no Teatro Castro Alves e gravou um especial na TV Bandeirantes chamado "João Gilberto: A arte e o ofício de cantar", com participação de Ney Matogrosso.
Em 1983, João se apresentou no Festival de Águas Claras, em São Paulo.
Fez concerto em Roma, para o Festival Bahia de Todos os Sambas, exibido pela TV RAI.
Em 1984, João fez uma temporada no Coliseu dos Recreios, de Lisboa.
Em 1985, participou do 19° Festival de Jazz de Montreux, na Suíça.
Em 1986, chegou ao Brasil a gravação em disco da participação no Festival de Jazz de Montreux. João gravou Me Chama, de Lobão, para integrar a trilha sonora da novela Hipertensão. Lobão diz que recebeu ligações de João para a aprovação da execução, além de ter de explicar o estado emocional quando da composição. Lobão inicialmente se irritou com a supressão do verso "nem sempre se vê mágica no absurdo", mas achou a execução maravilhosa.
Em 1987, João foi agraciado com a comenda da Ordem do Mérito Judiciário do Trabalho, no grau de comendador, pelo Tribunal Superior do Trabalho.
Processo contra a EMI
No mesmo ano de 1987, a EMI, detentora do acervo da antiga gravadora Odeon, lançou, sem autorização de João Gilberto, uma coletânea (um LP duplo e um CD simples) que reunia os três primeiros LPs de João (Chega de Saudade, O Amor, o Sorriso e a Flor e João Gilberto) e o compacto João Gilberto Cantando as Músicas do Filme Orfeu do Carnaval, conhecido também como um único álbum, batizado de O Mito no Brasil e de The Legendary João Gilberto. Além da falta de autorização, a EMI, segundo João, adulterou a sonoridade das gravações e alterou a ordem das faixas. Em 1992, o artista entrou com uma ação por danos morais e materiais contra a multinacional britânica, alegando "fim da sequência harmônica" das faixas e defeitos na remasterização. Desde então, seus primeiros discos, considerados de importância ímpar para a história da música popular brasileira, passaram a não se encontrar mais nas prateleiras das lojas, a não ser em cópias piratas. Em 1999, Paulo Jobim foi designado pela 28ª Vara Cível do Rio de Janeiro como perito para a comprovação das alegadas mixagens de som feitas pela EMI. Em seu laudo técnico, Paulo afirmou que a EMI "mutilou" e "deformou" a voz de João Gilberto, "amesquinhou" a obra e "literalmente cortou" parte de faixas. Houve ainda adição de reverberação, adição de eco estéreo nas faixas que originalmente eram mono e equalização para realçar as frequências agudas da bateria e da orquestra em todas as faixas, dado fornecido pelo próprio perito indicado pela gravadora. Paulo Jobim ainda afirmou que as matrizes originais dos discos possuíam excelente estado de conservação, não havendo a necessidade de qualquer alteração no som. Aderbal Duarte, estudioso da obra de João Gilberto, testemunha do músico no processo, disse que João já pensava nas alturas da voz e do violão ao gravar, fazendo o som já sair mixado.
Em 2000, Caetano Veloso foi indicado pela defesa para apresentar um laudo crítico. Ele afirmou que as adulterações causaram prejuízo à obra de João Gilberto, que teve radical preocupação pela excelência da qualidade do som e com rigoroso e delicado acabamento nas gravações, provocando claramente dano moral. Além disso, ao trazer três discos em um só CD, a gravadora contribuiu para a redução de um terço do valor comercial do produto oferecido, o que provocara dano patrimonial. Caetano ainda mostrou como a própria EMI declarou que não poderia fazer as equalizações sem a permissão de João. Nas palavras de Caetano, "por essas falhas gritantes da ré (EMI), João Gilberto sofreu e continua sofrendo incalculáveis prejuízos". Por outro lado, a remasterização da EMI recebeu prêmios internacionais e teve boa aceitação da crítica especializada, o que, supostamente, atestaria sua qualidade.
Em decisão de primeira instância em 2007, a juíza Maria Helena Pinto Machado Martins negou o pedido da defesa de danos morais e rejeitou o fim da comercialização dos discos, apontando que João Gilberto tinha uma "sensibilidade extremada". "Mero dissabor, aborrecimento, mágoa, irritação ou sensibilidade exacerbada estão fora da órbita do dano moral", afirmou a juíza. Ela, por outro lado, condenou a EMI a pagar royalties sobre a obra de João, além de indenização por uso da música Coisa Mais Linda em um comercial do O Boticário. Os advogados de defesa recorreram da decisão, que acabou indo para o Superior Tribunal de Justiça (STJ).
Em 2008, houve um início de conversa entre as partes. A EMI trouxe um técnico dos Estados Unidos para acompanhar o músico na audição das masters, ou matrizes dos discos. João Gilberto, no entanto, não reconheceu essas masters como as originais, culminando no fim das conversas. Claudia Faissol, então companheira do músico, pediu em 2011 a ajuda do Ministério da Cultura, à presidente Dilma Roussef e ao Itamaraty, por meio de um documento denominado "Memorial João Gilberto", assinado pelo próprio músico, mas, oficialmente, o governo brasileiro preferiu se manter distante da questão. Naquele mesmo ano, o STJ decidiu, por maioria de votos, que a EMI deveria pagar uma indenização por danos morais a João Gilberto. O ministro relator Sidnei Beneti, concluiu que "direito moral do autor, inalienável e passível de indenização, recusar modificações em sua obra independentemente de esta vir a receber láureas". À época do julgamento, o ministro Beneti lamentou a falta de acordo no caso e a ausência de circulação para o público dos discos clássicos da música brasileira. Em entrevista, a advogada da EMI no Brasil, Ana Tranjan, afirmou que as tentativas de acordo não passaram de fases embrionárias de conversa e que, pela proximidade do desfecho do caso na justiça, não houve prolongamento das conversas.
O processo teve grande importância para o direito autoral no Brasil, com consequências em vários processos ainda em tramitação e em milhares de discos produzidos no país, pois discutiu-se a possibilidade de modificação da obra para relançamento. Colocou-se na balança o direito da humanidade em ter acesso à produção cultural e o direito do autor de preservar sua obra, definiu-se o alcance do direito moral do autor sobre sua obra. O ministro Sidnei Beneti lembrou que o processo era inédito no Brasil.
Em 2013, a 2ª Vara Civil do Rio de Janeiro decidiu conceder uma liminar obrigando a EMI a devolver a João Gilberto as matrizes dos LPs e do compacto do processo. A juíza Simone Dalila Nacif Lopes, em sua decisão, mostrou a urgência em se dar a oportunidade do músico de 81 anos poder se debruçar sobre essas obras e atualizá-las. Logo após essa decisão, Ruy Castro, em sua coluna no jornal Folha de S.Paulo, demonstrou empolgação com um possível relançamento, apesar de prever uma derrubada da liminar da justiça. Poucos dias depois, o juiz Sérgio Wajzenberg, da 2ª Vara Cível do TJ-RJ, decidiu que a liminar seria mantida, assim como a obrigação de devolução das matrizes para João. Dias depois, em decisão de segunda instância, o desembargador André Gustavo Correa de Andrade, do TJ-RJ, mostrou-se preocupado com o fato de João Gilberto não ter apresentado garantias de conservação adequada das masters, deixando novamente o material em posse da EMI. Uma semana depois, os advogados de João apresentaram as condições técnicas necessárias para manter as matrizes das gravações, levando o desembargador a mudar a decisão, tendo sido devolvidas as masters para o músico.
Marcelo Gilberto, primeiro filho do músico, afirmou que a EMI não teria cumprido a decisão, e que as supostas masters entregues a João Gilberto eram, na verdade, cópias das verdadeiras, sendo que apenas o disco Chega de Saudade poderia ser verdadeiro. Acredita-se que a gravadora EMI pode ter perdido as fitas originais. O advogado da EMI, por outro lado, afirmou ser original todo o material entregue a João.
Em 2015, o Superior Tribunal de Justiça determinou que a EMI não poderia mais vender os discos de João Gilberto sem sua autorização. Em 2018, a defesa do artista protocolou um pedido de revisão da indenização pela EMI Records, cujo controle passou a ser da Universal Music.
Final dos anos 80
Em 1988, João cancelou shows no Teatro Municipal do Rio de Janeiro. Sofreu com a incompreensão da imprensa.
Em 1989, João recebeu uma indicação ao Grammy na categoria Melhor Performance Vocal de Jazz, pelo disco "Live in Montreux".

#### Anos 90
Em 1990, gravou um especial no disco de Maria Bethania, dividindo, apenas com voz e violão, a faixa Maria/Linda Flor.
Foi lançado, nos Estados Unidos, o CD The legendary João Gilberto, coletânea dos três primeiros LPs de João gravados na Odeon, que resultou num processo contra a EMI.

##### Álbum João
Em 1991, é foi lançado o CD João. No repertório, velhos sambas como Ave Maria no Morro, de Herivelto Martins, Palpite Infeliz, de Noel Rosa, e Rosinha, composição do amigo Jonas Silva, ex-crooner dos Garotos da Lua, que saiu para dar lugar a João no início dos anos 50. O disco marcou a gravação de canções em outras línguas: inglês (You Do Something for Me, de Cole Porter), italiano (o bolero Malaga, de Fred Bongusto) e francês (Que Reste-t-il de Nos Amours de Charles Trenet). O disco foi gravado apenas com voz e violão, para a posterior adição dos arranjos de orquestra feitos por Clare Fischer. João ainda gravou o primeiro videoclipe da carreira: Sampa, de Caetano Veloso. Gravado em locações como o Estádio do Pacaembu, bairro da Liberdade, Jóquei Clube de São Paulo e o Viaduto do Chá, o clipe mostra o carinho que João tinha pela cidade de São Paulo.

##### Comercial da Brahma
Nesse mesmo ano, João gravou um jingle chamado Bossa Nova nº 1, para a Brahma. Com produção sofisticada, o comercial foi gravado no Teatro Municipal de São Paulo, com direção de Walter Salles e foi acompanhado por uma série de eventos da Brahma. João recebeu acompanhamento de orquestra, sob regência de Eduardo Souto Neto.
Em 1992, João se apresentou no Parque Ibirapuera, em São Paulo, junto com Caetano Veloso, Paulinho da Viola e Rita Lee, por ocasião do aniversário da cidade.

##### Reencontro com Tom Jobim
Desde 1962, no show no restaurante Au Bon Gourmet, "O Encontro", Tom e João não faziam um show juntos. Quando foi anunciado um show com os dois maiores expoentes da música popular brasileira na época, o fato foi colocado como o evento cultural do ano de 1992 pela mídia.
Chamado de Show Número 1, ainda ligado à série de eventos patrocinados pela Brahma, como o comercial produzido no ano anterior. João fez show no Teatro Municipal do Rio de Janeiro, com participação especial de Tom, e João participou como convidado do show de Tom no Palace, de São Paulo.
No Teatro Municipal carioca, João fez um show recheado de velhos sambas como Sem Compromisso, Morena Boca de Ouro e Ave Maria no Morro. Ao entrar no palco, João foi ovacionado por dois mil convidados da Brahma, patrocinadora do show.
O show foi um grande sucesso, e virou um especial de fim de ano na TV Globo, com direção de Walter Salles Jr. e recuperação de imagens históricas dos anos 50 e 60, como do famoso concerto no Carnegie Hall em 1962.
Várias edições deste especial de TV, exibido pela Rede Globo em 29 de dezembro de 1992, foram lançadas em DVD na Europa e no Japão com os títulos de "O Grande Encontro" e "João & Antonio - Show Nº1". [carece de fontes?]
Trechos do especial de TV também foram utilizados no documentário "Bossa Nova - Music & Reminiscences", dirigido por Walter Salles Jr.[carece de fontes?]
O especial "João & Antonio" também serviu como inspiração para a série "Minuto da Bossa", exibida pela Rede Globo em 1992, com direção de Walter Salles Jr. e narração de Caetano Veloso, incluindo material não aproveitado no especial por questões de limitação de tempo.[carece de fontes?]
Em 1993, João Gilberto fez concerto no Teatro Castro Alves, Salvador, com Gal Costa e Maria Bethânia como convidadas.
Em 1994, apresentou-se no Palace, São Paulo, que resultou no disco “Eu Sei que Vou te Amar”, gravado ao vivo, e no especial para a TV Cultura, Especial João Gilberto.
Em 1995, João, junto a Caetano Veloso, Gal Costa, Astrud Gilberto, família Caymmi, Herbie Hancock, Sting e outros artistas, participou de homenagem a Tom Jobim no Avery Fisher Hall, localizado no Lincoln Center de Nova Iorque. O tributo teve presença do então presidente do Brasil Fernando Henrique Cardoso. Os ingressos do show acabaram em apenas um dia de vendas, e consta que, no mercado negro, comprava-se o ingresso por três mil dólares.

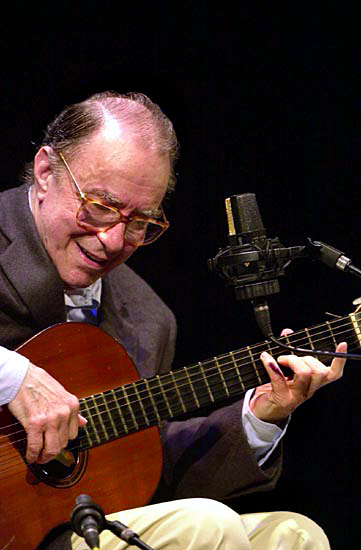
João Gilberto em show de 1996.

Em 1996, participou do Festival de Jazz de Umbria, em Perugia, Itália, e apresentou-se em Veneza.
Em 1997, fez um especial para a TV Bandeirantes em uma temporada no Tom Brasil, São Paulo. Apresentou-se em Buenos Aires, onde recebeu as chaves da cidade e o título de cidadão ilustre.
Em 1998, voltou a se apresentar no Carnegie Hall, por ocasião da 26ª edição do JVC Festival.
Apresentou-se na Europa, onde fez shows em Turim, Roma, Ferrara e participou, como convidado especial, das apresentações de Tony Bennett e Caetano Veloso no Festival de Jazz de Umbria.
Em 1999, fez três concertos em Buenos Aires, pela primeira vez apresentando-se com Caetano Veloso.
Ainda esse ano, João Gilberto se apresentou no Credicard Hall, de São Paulo, inaugurando-o. O show teve grande repercussão negativa, com problemas de som, reclamações de João e vaias.

#### João Voz e Violão
Em 2000, João Gilberto lançou João Voz e Violão. Ao ouvir o resultado, João, que preferiu o disco sem mixagem, chegou a dizer que teve a alma gravada ali. Percebe-se o arranhar das cordas do violão, a percussão sutil da pronúncia dos fonemas e a controladíssima respiração. O disco, tratado já como clássico à época do lançamento, apresentava novas harmonias para Desafinado e Chega de Saudade, tratados como superiores em relação às antigas gravações, segundo Nelson Motta, entre resgates de antigos sambas e composições recentes dos amigos Caetano Veloso e Gilberto Gil, sugeridas por Caetano, entre outras canções, num clima intimista de voz e violão. Em sua eterna busca pela perfeição, João mostrou neste disco, mesmo aos 68 anos na época da gravação, que ainda tinha muito a ensinar sobre a exploração da célula rítmica da música, técnica vocal, controle de respiração e exercício interpretativo. Na foto de capa, está a atriz Camila Pitanga. O disco teve arranjos feitos pelo maestro Jaques Morelenbaum, mas as orquestrações acabaram fora do disco, permanecendo somente a voz e o violão. A crítica americana declarou ser este disco como uma joia.
À época da gravação, discutiu-se outro projeto: regravar os três primeiros discos - Chega de Saudade, O Amor, o Sorriso e a Flor e João Gilberto (1961) - com os mesmos arranjos de Tom Jobim. A Universal havia concordado com o projeto e João já tinha escolhido uma série de convidados para as gravações, como Ivete Sangalo.
Voltou ao Carnegie Hall, a São Paulo, Barcelona, Londres, Milão e Recife. Chega de Saudade (78rpm) entrou no Grammy Hall of Fame.
Em 2001, João recebeu outro prêmio Grammy, na categoria Melhor Álbum de World Music, pelo disco João Voz e Violão. A imprensa brasileira achou injusto o prêmio, dizendo que João merecia participar de indicações mais nobres.
Apresentou-se em Paris, em duas performances no Olympia, lotados, principalmente de jovens. A França vivia mais uma explosão de bossa nova, desta vez fruto da música eletrônica. Enlouqueceu o público ao tocar Que Reste-t-il de nos Amours. Com frequência, em seus shows, João Gilberto homenageava a cidade em que se apresentava. Em São Paulo, sempre tocava Saudosa Maloca, de Adoniran Barbosa; em Portugal, para delírio do público, apresentou Casa Portuguesa; em Recife, tocava Recife, Cidade Lendária.
Na ocasião do seu aniversário de setenta anos, João recebeu homenagem de vários veículos de comunicação do Brasil.
Apresentou-se na 22ª edição do Festival Internacional de Jazz de Montreal, no Canadá.
João recebeu do Itamaraty a Ordem de Rio Branco, no grau de comendador.
Em 2002, lançou o CD “Live at Umbria Jazz, gravado em 1996.
Em 2003, recebeu o Premio della Critica Heineken na Itália.

### Conquista do Japão

#### Primeira turnê – 2003
Em setembro de 2003, pela primeira vez, João fez shows no Japão, passando por Tóquio e Yokohama, totalizando quatro performances com quase vinte mil ingressos à disposição do público, que se esgotaram três meses antes das apresentações. Em sua primeira apresentação, no Tokyo International Hall, João relatou que tocar para o público japonês foi uma experiência que ele procurava fazia décadas. No seu último concerto, no dia 16 de setembro, João recebeu uma sessão de aplausos de 25 minutos ininterruptos do público japonês. Nesse dia, um fato curioso: ao final do show, João abaixou a cabeça e fechou seus olhos durante 20 minutos. Ao final, levantou-se e agradeceu à plateia, dizendo ter beijado cada mão, cada coração presente ali. O sucesso da turnê japonesa foi comemorado com entusiasmo pelo próprio João.
As apresentações de João Gilberto provocaram um boom de bossa nova no Japão. As gravadoras relançaram diversos discos de João especialmente para o mercado japonês, como Getz/Gilberto, João Voz e Violão e o gravado no México, além de diversas coletâneas. Artistas populares japoneses gravaram CDs em homenagem a João. Todas as revistas especializadas em música reservaram páginas elogiosas a João Gilberto, tratado como lenda viva da música universal, criador da bossa nova, o mestre brasileiro mais respeitado no mundo todo, prestígio que João não desfrutava no Brasil.
Em 2004, foi lançado, pela Verve Records, o CD João Gilberto in Tokyo, gravado ao vivo durante a segunda apresentação no Japão. O disco foi bem recebido pela crítica brasileira, num álbum recheado de regravações, mas que nunca são apresentadas iguais, isto é, são redesenhadas, num processo de desenvolvimento e busca infinita.
Nesse ano, nasceu sua terceira filha, Luiza Carolina, com Claudia Faissol.

#### Segunda e terceira turnês ao Japão
Em 2004, fez mais uma turnê pelo Japão. Desta vez, recebeu trinta e oito minutos de aplausos ininterruptos em seu show em Osaka.
Em 2005, João recebeu a Ordem do Mérito Cultural, do Ministério da Cultura.
Em 2006, fez nova turnê pelo Japão, onde homenageou o país com uma composição "Je Vous Aime, Japão". Mais uma vez, os shows têm os ingressos esgotados. Nessa turnê, anunciou-se o lançamento de um DVD ao vivo da performance de João no Japão. Entretanto, o DVD foi vetado por vontade do artista, que não achou o show bom para ser gravado.
Em 2007, em votação popular da revista DownBeat, João foi escolhido um dos melhores cantores de jazz.

### 50 anos da bossa nova
Em 2008, por ocasião dos cinquenta anos da bossa nova, uma série de comemorações começou. João se apresentou em São Paulo, no Rio, em Salvador e no Carnegie Hall. Seus shows tiveram a venda de ingressos esgotada em poucas horas. Seus shows foram reverenciados pelo público e elogiados pela crítica, mostrando que, aos 77 anos, João ainda era moderno. Em seu show no Rio de Janeiro, contrariando as lendas que o entornam, João, de muito bom humor, cantou acompanhado da plateia.
João Gilberto gravou em 2005 um comercial para a Companhia Vale do Rio Doce em parceria com a agência África, exibido no segundo semestre do ano de 2008, em caráter nacional, nos intervalos do Jornal Nacional, da TV Globo. Com narração de Fernanda Montenegro e composição de Nizan Guanaes, a propaganda propunha uma homenagem ao povo brasileiro.
Em 2009, a revista DownBeat, tratada como uma das publicações de jazz mais respeitadas do mundo, elegeu João como um dos 75 melhores guitarristas da história do jazz e como um dos cinco maiores cantores de jazz.
Em 2011, Claudia Faissol, produtora e mãe da filha mais nova de João, perdeu algumas imagens que fez do músico durante doze anos. O Ministério da Cultura (MinC) da época foi acionado para ajudar na conservação das imagens, tendo prometido um técnico da Cinemateca Brasileira, mas as trocas de ministros atrapalharam o processo.
Ainda nesse ano, foi lançada, sem autorização, na Inglaterra, a trilogia sagrada da bossa nova – os três primeiros discos de João –, que estão fora de circulação devido ao processo com a EMI. Uma gravadora inglesa, amparada pela legislação europeia, vem lançando os discos.

### Morte
João Gilberto morreu em 6 de julho de 2019, aos 88 anos de idade, em sua casa no Rio de Janeiro. O músico vinha apresentando problemas de saúde havia alguns anos. O velório aconteceu no Theatro Municipal do Rio de Janeiro e seu corpo foi sepultado no Cemitério Parque da Colina, em Niterói.
Seu disco póstumo Relicário: João Gilberto (Ao Vivo no Sesc 1998) recebeu uma menção honrosa na lista dos 50 melhores álbuns nacionais de 2023 da Associação Paulista de Críticos de Arte.

## Técnica

### Inovações
Em sua estreia no 78 rpm Chega de Saudade, João Gilberto começou uma revolução na música popular brasileira. Munido apenas de voz, violão e da canção Chega de Saudade, mudou o rumo da música brasileira e fincou seu nome na história cultural do Brasil e do mundo.
Com a introdução do microfone e do amplificador no Brasil, João Gilberto percebeu que a fonte sonora não precisaria emitir o som intensamente, no âmbito da voz e do instrumento, o que favorece as interpretações sutis e interiorizadas. Por outro lado, na época das primeiras gravações da bossa nova, o Brasil ainda não possuía um equipamento de fidelidade suficiente para a reprodução de sonoridades mais complexas. Por esse motivo, João e Tom Jobim, seu primeiro arranjador, elaboraram harmonias complexas, sob influência da música norte-americana, e, ao mesmo tempo, simplificaram a sonoridade geral, por causa da limitação dos equipamentos. Os gestos, tão antagônicos, entretanto, se aliam, para buscar o núcleo vital da canção.
João inovou na gravação do Chega de Saudade ao pedir dois microfones, um para a voz e outro para o violão. O motivo é óbvio, apesar do choque que causou nos produtores do disco. Até então, gravava-se com apenas um microfone, com destaque para a voz em detrimento do violão. Além disso, é da própria natureza acústica do violão ficar restrito, em termos de volume de som, com qualquer instrumento de orquestra ou com o piano. Com a voz, o violão pode concorrer de igual, se a voz se mantiver numa intensidade natural, pois com qualquer elevação de volume da voz já há um encobrimento do violão. Desse modo, é necessária a emissão da voz num volume próximo à da fala comum. Com João Gilberto, voz e violão se mantém em igual intensidade de volume, com os microfones captando por igual ambas as fontes sonoras e, em caso de necessidade, a alteração de volume de ambas seria em igual proporção.
Para Caetano Veloso, João inovou ao sugerir uma linha mestra do desenvolvimento do samba com origem no samba-de-roda do recôncavo baiano e maturação no samba urbano carioca.

### Harmonia
O tratamento harmônico da música de João Gilberto foi concebido exclusivamente para o violão. No LP Chega de Saudade, por exemplo, a participação da orquestra aconteceu apenas em termos de pontuações ou fraseados breves, em algumas ocasiões. Nos encadeamentos, ou ligações, harmônicos, João criou as dissonâncias tonais na sua mão esquerda, sobre o braço do violão, na construção dos acordes.
Em regravações de antigos sucessos, João Gilberto se caracterizou pela completa alteração da harmonia original, refazendo-a.

### Ritmo
Quanto ao ritmo, que está ligado à mão direita de João, a batida tem influência tradicional do samba. Ao tocar em acordes, e não em arpejos, João dava ritmo ao violão, de forma que colocava uma bateria de escola de samba em miniatura nas seis cordas de seu violão. Entretanto, João Gilberto retirou a obviedade da marcação do tempo forte, caracterizado no samba pela marcação periódica do surdo, num processo chamado por Walter Garcia como o "esfriamento" do samba. Por outro lado, João a deixou subentendida nos impulsos de toque médio, isto é, nos dedos indicador, médio e anelar. Essa síncope, ou acentuação do tempo fraco do samba, criou tensão à música, um impulso rítmico maior. João Gilberto possuía domínio absoluto sobre o ritmo e sempre fugia da obviedade, da regularidade. Essa batida rompeu com a cadência do samba "quadrado", criando possibilidades harmônicas, antes impossíveis. Desse modo, João podia atrasar ou adiantar o ritmo com sua batida compacta, forma que modernizou o samba. A voz também tinha uma função rítmica. Ela colaborava com a percussão, atraindo ou retardando, sublinhando o ritmo pela ausência, ou com técnicas vocais. No pulso do João, a oposição entre tempo forte e fraco era relativizada pelo bordão. João também mudou a forma de o baterista tocar, trocando as duas vassourinhas ou duas baquetas por uma vassourinha e uma baqueta, cada mão com divisão diferente.

### Texto
João Gilberto se caracterizava por priorizar a sonoridade do texto, em detrimento da sua semântica. A ausência de tensões semânticas é percebida na sua escolha de repertório, com canções lírico-amorosas sem tensidade passional, como Chega de Saudade, canções quase infantis, como O Pato e Lobo Bobo, e suas próprias composições, como Bim Bom.João se preocupava (preocupação esta tão comum no meio erudito) de tal forma com os detalhes do texto das canções que cantava, valorizando excessivamente as unidades musicais da canção, que ele mexia, alterava, traduzia idiossincraticamente os detalhes de duração, frequência, intensidade e texto, quando omitia, acrescentava ou mudava trechos ou palavras das canções, mudando o efeito, mas não a essência e a identidade da canção. Tanto isto é verdade que era muito comum o compositor se sentir lisonjeado por uma gravação de João, como Caetano Veloso com Sampa, que João alterou para gravar. João Gilberto era um recompositor, um cancionista-intérprete, sendo aquele que não executava o que o compositor criou, mas o que executava o que o compositor deixou de criar. Para João, a letra tinha a mesma importância da melodia e do ritmo, deslocando-se do senso comum que valoriza a letra, por isso que, se a letra exercesse um papel extramusical na canção, era logo rejeitada, alterada ou suprimida por João.
Essencial para o estilo criado por João, seu canto era outra marca da batida da bossa nova. Como já mencionado, João, com o uso do microfone, dispensava o excesso e criava um estilo apropriado para o uso do violão, com a emissão de voz próxima à da fala corriqueira. limpa e enxuta, como a voz de Dorival Caymmi. Sua dicção era impecável e sem um resquício de sotaque baiano. A integração voz e violão formavam um todo, um único. Por vezes, João usava a voz como instrumento, adiantando ou atrasando o fraseado em relação ao violão em uma decidida e precisa imprecisão, caindo em várias posições rítmicas, mas nunca prejudicando o balanço da canção. Em uma entrevista a Tárik de Souza, João declarou ser fã de Orlando Silva pelo fato de ele "falar as frases com naturalidade e não exagerar em nenhum ponto da música", mostrando a essência do canto joãogilbertiano: o saber falar e a naturalidade da emissão, fugindo dos excessos em qualquer ponto da música. É importante frisar que, retirando excessos, João permitia que a letra da canção criasse emoção a partir da sua própria construção, fugindo da emoção criada por artífices vocais, enriquecendo, naturalmente, a canção. Entre as várias técnicas que usava, estão a ausência de vibratos, que conferem peso emocional à interpretação, mas que muito raramente são utilizados de modo muito discreto; a retirada do forte e do fortíssimo da dinâmica; o complemento harmônico da voz e do violão, ou seja, a voz emite uma nota que não se apresenta no acorde do violão, complementando-o; o rubato, retardando sílabas e frases, deixando o violão seguir adiante para, depois, alcançá-lo, ou então antecipa-se, emendando versos, para depois aguardar a chegada do violão; o legato, como Orlando Silva, derrubando assim o mito de que ele cantava como Mário Reis, que, apesar de cantar suavemente, não utilizava o legato, mas o staccato, que é a "quebra" do fraseado, ou seja, cantava as sílabas em separado, com um silêncio entre os fonemas, em células de tamanho quase igual; João, por outro lado, estendia ou diminuía, juntava as notas, em longas frases que sustentava graças às técnicas de respiração iogue. Sua afinação era absolutamente precisa, mas nem sempre foi considerado assim, visto do estranhamento revolucionário causado pelo seu canto à época da apresentação do novo estilo. João Gilberto também se utilizava da voz para criar ritmo à música. Com técnicas comuns nos conjuntos vocais dos anos 1940 e outras criadas pelo próprio João, sua música se enriquecia. O objetivo de João era encontrar o ponto em que se conseguia falar com perfeição para que a melodia brotasse naturalmente da palavra, através da adequada inflexão e "cor" exata de cada sílaba.

### Criação
| “ | Não se pode machucar o silêncio, que é sagrado. | ” |

João Gilberto era um artesão diletante de suas músicas, em eterno "estado febril" de criação, que operava dentro de rigorosos limites autoimpostos, sem ostentação de voz, velocidade, enfeites. Passava horas, dias ou meses recompondo - em termos de ritmo, harmonia e melodia - uma canção que ouviu durante a vida, indo de sambas a boleros, em português, inglês, italiano ou francês. Considerado um recompositor, João justificava sua diminuta obra autoral dizendo que "há tanta coisa bonita a ser consertada".
Nesse processo de maturação da canção, João Gilberto buscava todas as possibilidades harmônicas e rítmicas da música em que estava trabalhando. Subtraía notas, alterava o andamento, introduzia silêncios, juntava versos e mudava palavras, resultando em algo distante do original. João tornava a canção mais direta e clara. Um exemplo é a canção Lígia, de Tom Jobim, em que João simplesmente retirou o nome da musa inspiradora da canção, evitando assim um derramamento, uma tensão emocional que haveria se a chamasse em altos brados. Existia, por isso, grande entusiasmo ao ouvir João cantando uma música conhecida pela primeira vez: não se sabia o que viria. João se preocupava obsessivamente com um nível de acabamento muito maior que o exigido pelo mercado, o que o tornou mais que profissional.
Desde o início de sua carreira, João buscou o passado da música popular para sensibilizar o presente. Retrabalhou, logo no primeiro disco, Rosa Morena, de Dorival Caymmi, e É Luxo Só e Morena Boca de Ouro, antigos sucessos de Ary Barroso. Essa busca pelo passado se notabilizou durante toda sua carreira, em canções de compositores como Janet de Almeida, Herivelto Martins, Noel Rosa, Bororó, Geraldo Pereira, Wilson Batista, Lamartine Babo, etc. Essa busca caracterizava-se pelo critério existencial do próprio João: a maioria dessas canções ele ouviu durante a infância em Juazeiro, Aracaju ou na juventude em Salvador e no começo de carreira no Rio.
Percebe-se na arte de João Gilberto em projeto nacional, uma aspiração do que o Brasil poderia ser. Utilizando-se do samba, rompeu com toda a estrutura da canção brasileira.

## Influências
No canto, em sua divisão rítmica, João Gilberto declarou publicamente a influência que teve de Orlando Silva, que considerava o maior cantor do mundo. O uso de acordes soltos remetia à mão esquerda de Johnny Alf ao piano. O violão de Dorival Caymmi também influenciou a criação de João, que ainda buscou juntar o samba, a tradição musical nordestina e o jazz.
Segundo Jon Pareles, os vocais suaves de Chet Baker e os acordes de Barney Kessel estava presentes no estilo de João. O cool jazz também estava presente nas harmonias da bossa nova.

## Legado

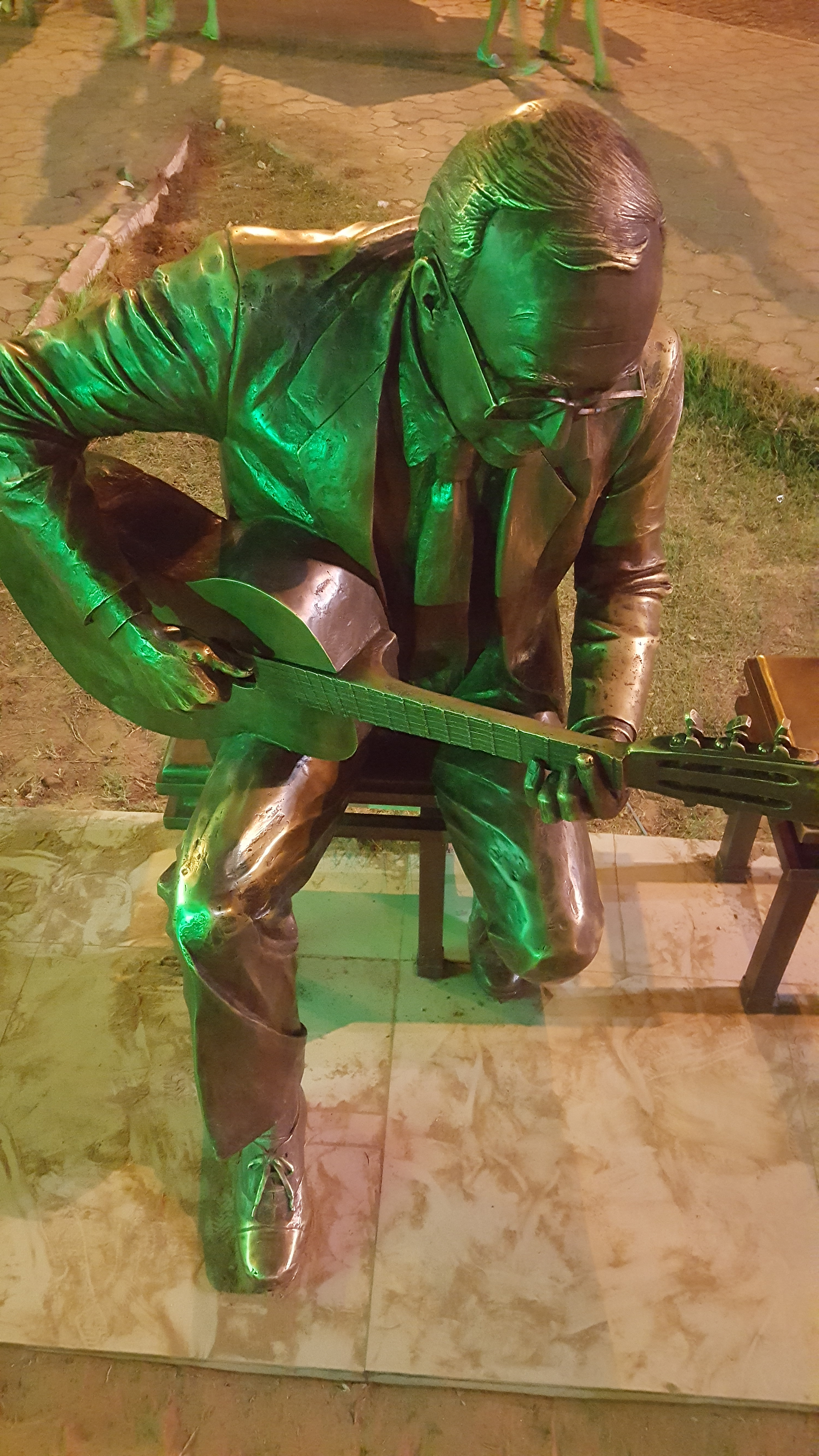
Monumento dedicado a João Gilberto em sua cidade natal, Juazeiro da Bahia.

É difícil encontrar na história da música algum movimento que seja atribuído a um nome. João Gilberto fez isso com a bossa nova. Apesar da grande importância de Tom Jobim no movimento, João deu a forma, a possibilidade. Tom Jobim já era um grande compositor e arranjador antes da invenção joãogilbertiana. Entretanto, João também desmontou e reconstruiu Jobim, que assimilou a técnica de João e mudou o jeito de compor e de arranjar, tendo as mais diversas possibilidades criadas, tornando-se um ícone da música mundial, junto com João. Ainda se discute se a bossa nova é um movimento ou um estilo, um momento do jazz ou um capítulo da música popular brasileira. Sabe-se, somente, que João Gilberto é seu pai.
Jobim definiu o peso de João na música popular na contracapa do seu primeiro LP, Chega de Saudade, “Em pouquíssimo tempo, João Gilberto influenciou toda uma geração de arranjadores, guitarristas, músicos e cantores.”. A revolução de João Gilberto tornou possível o desenvolvimento do trabalho dos músicos modernos, como Jobim, abriu caminho para a nova geração, como Roberto Menescal e Baden Powell, e deu sentido aos músicos talentosos da década de 40 e início de 50, que tentavam encontrar uma forma de modernizar o samba através da imitação da música americana, como Johnny Alf e Dick Farney.
No âmbito nacional, qualquer músico brasileiro pós-1958 foi reinventado por João Gilberto. Isto é, João alterou, de forma irreversível, o DNA da música popular brasileira. Muitos se lembram do impacto que tiveram ao escutar João Gilberto pela primeira vez. Gilberto Gil diz que o ouviu no rádio, na Bahia, e que ficou assustado ao ouvir aquele som novo, que causou estranheza nele, mas que logo se tornou paixão absoluta. Caetano Veloso diz que ouviu João pela primeira vez aos dezessete anos, num bar em Santo Amaro, Bahia, por sugestão de um colega de ginásio, que classificou a música como "louca", de um "sujeito que cantava desafinado", mas que logo arrebatou Caetano. Para Gal Costa, ao ouvir pela primeira vez na rádio a gravação de Chega de Saudade de João, foi um "impacto profundo e uma atração imediata", que, apesar de ser, à época, totalmente diferente, estranho e novo, Gal abraçou com paixão. Ela diz que a partir de João reaprendeu a cantar, estudando a emissão vocal de João Gilberto. Roberto Carlos, ao ouvir pela primeira vez João Gilberto, ficou tão fascinado com a música que ficou estático, como em uma revelação. Chico Buarque passava tardes inteiras ouvindo e ouvindo o LP Chega de Saudade, tentando decifrar a batida e as harmonias do violão. João ainda influenciou artistas como Rita Lee, com sua "Bossa'n'Roll", Novos Baianos, que tiveram João como padrinho musical e mentor na produção do disco Acabou Chorare, Jorge Ben Jor, Cazuza, na canção Faz Parte do meu Show. Atualmente, João é reverenciado por artistas como Fernanda Takai, Max de Castro, Zizi Possi, Fernanda Porto.
Internacionalmente, João primeiro conquistou os músicos, e, depois, o público. Junto de Jobim, fez a bossa nova ser escutada nos quatro cantos do mundo.
Entre os grandes jazzistas fãs declarados de João estão Miles Davis, Stan Getz, Frank Sinatra, Ella Fitzgerald, Dizzy Gillespie, Tony Bennett, Jon Hendricks, entre outros. A influência de João Gilberto no jazz é consenso entre críticos de música. Atualmente, percebe-se a influência de João em artistas como Stacey Kent e Diana Krall, que teve João como sua primeira referência musical e diz que não se pode ser jazzista sem aprender bossa nova. Fora do jazz, João recebeu elogios de famosos como Madonna, Jacqueline Kennedy, Eric Clapton, Simone de Beauvoir, Jean-Paul Sartre. Bob Dylan, Beck, David Byrne, entre outros, chegando a influenciar movimentos como o indie rock e a dance music. Na Europa, João desfrutou de grande sucesso, sobretudo na Itália, onde fez inúmeros shows e, inclusive, especiais para a TV. Passou também por Holanda, Inglaterra (que, nos anos 1980, teve um movimento chamado new bossa com bandas como Matt Bianco, Style Council e Everything But the Girl), França, Portugal, Espanha, Alemanha e Bélgica. João chegou até o Japão, em uma série de shows, onde lotou casas de espetáculos e recebeu aplausos de até 40 minutos ininterruptos do povo japonês.
São vários os gêneros musicais influenciados pelo estilo de João. No Brasil, a Tropicália, a moderna MPB. Em âmbito internacional, a New Bossa, o Acid Jazz, o Drum'n'Bass.
Entre os acadêmicos, João é unanimidade, sendo objeto de estudo de grandes intelectuais como José Miguel Wisnik, Luiz Tatit, Aderbal Duarte, Walter Garcia, Lorenzo Mammi, Edinha Diniz. Para Garcia, João está para a música assim como Guimarães Rosa está para a literatura, Oscar Niemeyer está para a arquitetura e Pelé está para o futebol.
Na cultura popular, João Gilberto é um ícone. Recebeu diversas homenagens na música, tanto em âmbito nacional quanto internacional. Tony Bennett se disse um grande fã seu. Foi requisitado para trilhas sonoras de filmes e produções de tv nacionais e internacionais. Recentemente, um autor alemão publicou um livro tendo João como personagem. É tema de um documentário sobre o processo com a EMI. Sua figura era tão misteriosa que um perfil fake criado no Facebook conseguiu enganar até mesmo artistas e jornalistas famosos, fato desmentido pelo site oficial do artista.

## Vida pessoal
De 1995 até o fim da vida, João morou em um apartamento na rua Carlos Góes, no Leblon, zona sul do Rio de Janeiro e em 2015 passou a ocupar também uma suíte no Copacabana Palace. Dificilmente saiu de casa e não recebia visitas, exceto da sua filha Bebel e de sua empresária, Cláudia Faissol, mãe de Luísa, a filha mais nova. Mesmo morando no hotel, ele continuou fiel a antigos hábitos. "Pelo menos três vezes por semana ainda pede comida aqui", disse certa vez Sebastião Alves, há 40 anos gerente do restaurante Degrau, no Leblon.

## Discografia

### Álbuns de estúdio
- Chega de Saudade (Odeon, 1959) LP
- O Amor, o Sorriso e a Flor (Odeon, 1960) LP
- João Gilberto (Odeon, 1961) LP
- Getz/Gilberto (Verve, 1964) LP
- João Gilberto en México (Orfeon, 1970) LP
- João Gilberto (Polydor, 1973) LP
- The Best of Two Worlds (CBS, 1976) LP
- Amoroso (Warner/WEA, 1977) LP
- Brasil (WEA, 1981) LP
- João (PolyGram, 1991) CD
- João Voz e Violão (Universal/Mercury, 2000) CD

### Álbuns ao vivo
- Getz/Gilberto #2 (Verve, 1966) LP
- João Gilberto Prado Pereira de Oliveira (WEA, 1980) LP
- Live at the 19th Montreux Jazz Festival (WEA, 1986) 2LP
- Eu sei que vou te amar (Epic, 1994) CD
- João Gilberto live at Umbria Jazz (EGEA, 2002) CD
- João Gilberto in Tokyo (Universal Music, 2004) CD
- Um encontro no Au bon gourmet (Doxy, 2015) LP
- Getz/Gilberto'76 (Resonance, 2016) LP e CD
- João Gilberto com Os Cariocas in Buenos Aires, Live at “Club 676”, October 1962 (Ubatuqui, 2022) CD
- Relicário: João Gilberto (Ao Vivo No Sesc Pompeia 1998) [Tratore, 2023] 2CD

### Singles
- Quando Ela Sai (Alberto Jesus/Roberto Penteado)/Meia Luz (Hianto de Almeida/João Luiz) – (Copacabana, 1952) 78 rpm
- Chega de Saudade/Bim Bom - (Odeon, 1958) 78 rpm
- Desafinado/Hô-bá-lá-lá – (Odeon, 1958) 78 rpm
- Lobo bobo/Maria ninguém - (Odeon, 1958) 78 rpm
- A felicidade/O nosso amor - (Odeon, 1959) 78 rpm
- O pato/Trevo de quatro folhas - (Odeon, 1960) 78 rpm
- Saudade da Bahia/Bolinha de papel - (Odeon, 1961) 78 rpm

### EP
- João Gilberto Cantando as Músicas do Filme Orfeu do Carnaval - (Odeon, 1959) 45 rpm
- The Girl from Ipanema/Blowin' in the Wind - (Verve, 1964) 45 rpm
- Desafinado/Early Autumn - (Verve, 1964) 45 rpm

### Coletâneas
- Bossa Nova at Carnegie Hall (Audo Fidelity, 1962) LP
- Herbie Mann & João Gilberto (Atlantic, 1965) LP
- Gilberto and Jobim (Capitol, 1977) LP
- Interpreta Tom Jobim (EMI/Odeon, 1985) LP
- Meditação (Emi, 1985) LP
- O talento de João Gilberto (Emi, 1986) LP
- O Mito (Emi/Odeon, 1988) 3LP
- The Legendary João Gilberto (Capitol/World Pacific, 1990) CD
- Amoroso/Brasil (WEA) CD
- Millenium: João Gilberto (Universal Music, 1999) CD
- Best of João Gilberto: Portrait de bossa nova (Universal, 2003) CD
- For Tokyo (Universal, 2007) CD
- Brazil's Brilliant (Doxy, 2012) 3CD
- The Warm World of João Gilberto - The Man Who Invented Bossa Nova: Complete recordings 1958-1961 (Ubatuqui, 2012) CD
- The Roots of Bossa Nova (Chrome Dreams, 2012) CD
- The Boss of the Bossa Nova (Malanga Music, 2012) CD
- Chega de saudade/O amor, o sorriso e a flor/João Gilberto (Frémeaux & associés, 2012) CD
- The Bossa Nova Vibe of João Gilberto (NotNowMusic, 2012) 2CD
- O rei da bossa/The King of the Bossa Nova (Goldies, 2012) 3CD
- The Legend (Cherry Red Records, 2013) 2CD
- Bossa Nova Estival (FeelGoodMusic, 2014) CD
- Selections from Getz/Gilberto'76 (Resonance, 2015) LP

### Participações
- Naturalmente (Copacabana, 1957) LP - Elizeth Cardoso (participação de João Gilberto ao violão)
- Canção do Amor Demais (Festa, 1958) LP - Elizeth Cardoso - participação de João Gilberto nas faixas Chega de Saudade e Outra Vez)
- O melhor de... Os cariocas (Columbia, 1958) LP -  Os Cariocas - participação de João Gilberto ao violão na faixa Chega de saudade
- Este seu Olhar/Meu segredo (Columbia, 1959) 78 rpm - Luiz Cláudio - participação de João Gilberto ao violão na faixa Este seu Olhar
- Jonas Silva (Radio, 1959) 45 rpm - Jonas Silva (participação de João Gilberto ao violão)
- José Vasconcelos conta historia de bichos (Odeon, 1962) LP - Vários artistas - participação de João Gilberto na faixa A roupa do leão
- Miúcha (RCA, 1980) LP - Miúcha - participação de João Gilberto nas faixas All of me e O Que É, O Que É
- Rita Lee (Som Livre, 1982) Rita Lee e Roberto de Carvalho - participação de João na faixa Brasil com S
- Hipertensão (Som Livre, 1986) Vários artistas – João Gilberto na faixa Me Chama
- Maria Bethânia (Philips, 1990) LP - Maria Bethânia - participação de João nas faixas Maria e Linda Flor

### Álbuns em tributo
- Salud! Joao Gilberto, Originator of the bossa nova (Reprise, 1963) - Jon Hendricks
- Felicidade: Tribute to João Gilberto (EMI, 2003) – Vários artistas
- Amorosa (Sony, 2004) - Rosa Passos
- Bim Bom: The Complete João Gilberto Songbook (Independente, 2009) – Ithamara Koorax & Juarez Moreira
- The Hits of João Gilberto (Cherry Red Records, 2013) - Vários artistas
- Gilbertos Samba (Sony/BMG, 2014) - Gilberto Gil
- Silêncio: Um tributo a João Gilberto (Coqueiro Verde, 2014) - Renato Braz
- Gilbertos Samba ao vivo (Sony/BMG, 2014) - Gilberto Gil
- João Gilberto eterno (Universal Music, 2021) – Vários artistas

## Videografia

### Vídeos musicais
- Sampa (Caetano Veloso) (Polygram, 1990)

### Especiais de TV
- Ed Sullivan Show (TV EUA, 1964) - Participação especial
- Dinah Shore Show (TV EUA, 1965) - Participação especial
- O Fino da Bossa (TV Record, 1966) – Convidado de Elis Regina
- Tribute to Gilbert Bécaud (American Broadcasting Company, 1967) [nota 1][nota 2]
- Especial: Caetano, Gal e João Gilberto (TV Tupi, 1971)
- João Gilberto Prado Pereira de Oliveira (TV Globo, 1980)
- A arte e o ofício de cantar (TV Bandeirantes, 1983)
- Tom e João - Show Número 1 (TV Globo, 1992)
- Especial João Gilberto (TV Cultura, 1994)
- Live at Umbria Jazz (RAI, 1996)
- Especial João Gilberto (TV Bandeirantes, 1997)
- João Gilberto e Caetano Veloso (Argentina, 1999)

### Jingles
- Brahma Número 1 (1991)
- Kellog's (2005)
- Vale do Rio Doce (2008)

## Filmografia
- Pista de Grama (Brasil, 1958). Direção de Haroldo Costa.
- Copacabana Palace (Itália, França, Brasil, 1962). Direção de Steno.
- Brasil (Brasil, 1981). Direção de Rogério Sganzerla.
- Bahia de todos os sambas (Itália, 1983). Direção de Leon Hirzman.

## Composições
- Acapulco
- Bim Bom
- Coisas distantes (Forgotten Places), com João Donato.
- Hô-Bá-Lá-Lá
- Japão (Je Vous Aime Beaucoup?)
- João Marcelo
- Minha saudade, com João Donato
- No coreto (Glass Beads) com João Donato
- Um abraço no Bonfá
- Undiú[nota 3] com Jorge Amado.
- Valsa (Bebel) – como são lindos os Youguis
- Você esteve com meu bem, com Russo de Pandeiro.

## Prêmios e indicações
| Ano                           | Prêmio                    | Categoria                          | Trabalho Indicado         | Info                                          | Resultado | Ref.    |
| ----------------------------- | ------------------------- | ---------------------------------- | ------------------------- | --------------------------------------------- | --------- | ------- |
| 1965                          | 7th Annual Grammy Awards  | Álbum do Ano                       | Álbum "Getz/Gilberto"     | Álbum em parceria com o saxofonista Stan Getz | Venceu    | [ 169 ] |
| Best Vocal Performance (Male) | Indicado                  |                                    |                           |                                               |           |         |
| Best Album Notes              | Indicado                  |                                    |                           |                                               |           |         |
| 1978                          | 20th Annual Grammy Awards | Best Jazz Vocal Performance        | Álbum "Amoroso"           |                                               | Indicado  | [ 169 ] |
| 1989                          | 31st Annual Grammy Awards | Best Jazz Vocal Performance (Male) | Álbum "Live in Montreux"  |                                               | Indicado  | [ 169 ] |
| 1999                          | Grammy Hall of Fame       | Grammy Hall of Fame                | Álbum "Getz/Gilberto"     | Álbum em parceria com o saxofonista Stan Getz | Venceu    |         |
| 2000                          | Grammy Hall of Fame       | Grammy Hall of Fame                | Single "Chega de Saudade" |                                               | Venceu    | [ 170 ] |
| 2001                          | Grammy Hall of Fame       | Grammy Hall of Fame                | Álbum "Chega de Saudade"  |                                               | Venceu    |         |
| 2001                          | 43rd Annual Grammy Awards | Best World Music Album             | Álbum "João Voz e Violão" |                                               | Venceu    | [ 169 ] |